# Etica ambientale

L'etica dell'ambiente (o etica ambientale) è una forma di riflessione filosofica che, 
(Matteo Andreozzi, "Introduzione", in Matteo Andreozzi, Etiche dell’ambiente. Voci e prospettive, Milano: LED, 2012, pp. 19-44. ISBN 978-88-7916-612-6)

## Storia passata
L'etica dell'ambiente ha iniziato ad affermarsi solo di recente, agli inizi degli anni '70. Ciononostante ha attinto, nel corso del proprio sviluppo, sia alle radici storiche più profonde di quella sulla natura sia a quelle più recenti sulla terra, le quali evidenziano la forte connessione esistente tra le questioni di ordine scientifico e morale. Ai filosofi presocratici e alla loro visione della natura quale physis (un mondo intrinsecamente animato di cui essi stessi facevano parte) sono seguiti numerosi pensatori diversamente attenti al mondo naturale. I riferimenti alla natura sono spesso espliciti, ma le riflessioni non escono mai dai rapporti tra uomo e uomo o da quelli tra uomo e Dio per addentrarsi davvero in quelli tra vita e natura. Per fare alcuni esempi: per Aristotele e gli Stoici il bene è agire secondo natura; per Bruno la natura è la sostanza visibile di Dio; per Spinoza la natura coincide con Dio; per Leibniz la natura è un sistema perfetto di forze spirituali; per Rousseau lo stato di natura è uno stato metastorico anteriore alla corruzione sociale; per Herder, Goethe e von Humbooldt arte e natura sono strettamente vicine; mentre per Schelling e Hegel la natura rappresenta il progressivo dispiegarsi di un principio spirituale. Anche la rivoluzione industriale è mossa da una specifica idea di natura quale bacino di risorse che l'uomo può controllare e sfruttare in virtù della propria intelligenza (posizione proposta e difesa da autori tra cui Bacon).
A dimostrazione del fatto che il dibattito filosofico è però rimasto per secoli poco attento al rapporto tra uomo e natura si possono ricordare esempi altrettanto numerosi: Platone (Crizia) dimostra di essere a conoscenza degli effetti antropici sull'ambiente, ma esprime poco interesse per il fenomeno; Aristotele (Politica) ritiene l'uomo esente da qualsiasi obbligo nei confronti della natura e pensa, anzi, che tutto il mondo animale e naturale sia fatto per l'uomo; per il Cattolicesimo l'uomo è fatto a immagine e somiglianza di un Dio creatore che ha posto sul pianeta piante e animali affinché gli esseri umani non solo se ne servano ma anche se ne prendano cura; Cartesio reputa l'uomo come l'unico essere vivente dotato di capacità cognitive e di sensibilità (il mondo è una macchina studiabile dalla scienza e gli animali sono come automi, privi di anima in quanto – apparentemente – privi della capacità di parlare); Hobbes considera la vita allo stato di natura come solitaria, povera, sporca, brutale e breve; mentre per Locke l'uomo deve essere un saggio amministratore della natura, ma ne è il padrone. Pochi furono i filosofi a contrastare queste posizioni.

### L'iniziale interesse per la questione animale
Il primo problema etico a essere stato avvertito dalla popolazione occidentale, in riferimento al mondo naturale, è stato quello della cosiddetta ‘questione animale’, inerente al rapporto tra esseri umani e animali. Gli esempi che testimoniano il crescere dell'interesse per il tema sin dall'antichità sono numerosissimi: Teofrasto respinge la teoria secondo cui tutti gli esseri viventi esistono per l'uomo; Pitagora e Plutarco raccomandano di rispettare i nostri ‘parenti’ animali; Porfirio predica di ridurre al minimo le proprie pretese per sopravvivere solo dei frutti della terra inutilizzati; il pittore William Hogarth dipinge atti di violenza su animali per scongiurare questo genere di brutalità; Voltaire è tra i primi a contrastare la visione cartesiana degli animali-macchina; La Mettrie chiede rispetto per gli animali difendendone la capacità di provare piacere e dolore; Rousseau sottolinea la somiglianza tra la sensibilità umana e animale e l'importanza del sentimento di pietà; Hume parla delle capacità umane (compresa quella morale) come un caso speciale di capacità animali; Cyrano de Bergerac invita l'uomo a riflettere sul fatto che così come egli considera gli animali come inferiori, anch'egli potrebbe essere considerato inferiore da una ipotetica specie extraterrestre; Immanuel Kant (Lezioni di etica, 1775 e La Metafisica dei costumi, 1797-1798) riprende la cosiddetta ‘tesi della crudeltà’ di Tommaso d'Aquino (Summa Theologiae, 1265–1274) e vede il maltrattamento degli animali come un'anticamera per la violenza verso gli uomini (ma considera il rispetto come un qualcosa di riferibile soltanto agli uomini, mai alle cose, come gli animali); Humphry Primatt (Dissertation on the Duty of Mercy and Sin of Cruelty to Brute Animals, 1776) sostiene che la brutalità nei confronti degli animali sia persino più grave della crudeltà nei confronti degli uomini perché l'animale, pur essendo, come l'uomo, una creatura di Dio capace di soffrire, è muto, incapace di difendersi e impossibilitato a gioire di una eventuale giustizia resa o a sperare in un riscatto ultraterreno; Arthur Helps (Some Talk about Animals and their Master, 1873) giunge in modo forse provocatorio a sostenere i diritti degli insetti; John Howard Moore, parafrasando Kant, sostiene che tutti gli esseri sono fini e mai soltanto mezzi (tutti hanno diritti, anche se non gli stessi diritti); per Henry Salt (Animals' Rights: Considered in Relation to Social Progress, 1892 e A Plea for Vegetarianism, 1896) l'essere umano, al fine di crescere in animo e in civiltà, deve sforzarsi di superare le barriere che gli impediscono di interagire con gli animali in modo simpatetico, riconoscendo loro dei veri e propri diritti; Edward B. Nicholson paragona le funzioni inferiori degli animali a quelle di uomini menomati a cui, tuttavia, sono riconosciuti diritti; mentre svariati autori, tra cui John Oswald (The Cry of Nature or an Appeal to Mercy and to Justice on Behalf of the Persecuted Animals, 1791), George Nicholson (On the Conduct of Man to Inferior Animals, 1797), Nicholas Collin, Thomas Paine e soprattutto John Lawrence (A Philosophical Treatise on Horses and on the Moral Duties of Man towards the Brute Creation, 1796-1798) auspicano un allargamento dell'etica che comprenda il mondo animale.

### L'interesse per la natura, tra '700 e '800
Tra '700 e '800 numerosi autori iniziarono a proporre nuovi pensieri sul rapporto morale e conoscitivo che intercorre anche tra essere umano e natura: il teologo John Buckner (A Philosophical Survey of the Animal Creation, 1768) parla della natura come di una trama continua della vita in cui ogni organismo ha diritto di vivere (una massa animata e brulicante appartenente a tutti, che sfida i concetti di ordine ed economia e garantisce la produzione e la conservazione di una abbondanza vitale minacciata, però, dall'avanzamento umano); il Romanticismo ottocentesco cerca di ricostruire il legame intimo esistente tra l'uomo e il vasto organismo rappresentato dalla Terra; per Ralph Waldo Emerson (Nature, 1836) l'uomo usurpa ingiustamente una natura dotata di un valore mistico e religioso di carattere intrinseco; per il primo Ambasciatore (Ministro Plenipotenziario) degli Stati Uniti in Italia, George Perkin Marsh (Man and Nature. Or Physical Geography as Modified by Human Action, 1864) l'uomo non è il proprietario della Terra, ma solo un suo usufruttuario che ha il compito di averne cura senza consumarla o sprecarla (anche se probabilmente non è abbastanza intelligente per capire le conseguenze del suo operare); mentre per Henry David Thoreau (Walden; or, Life in the Woods, 1854) e John Muir (The Yosemite, 1912) solo l'enorme ricchezza morale che l'essere umano può trovare riconciliandosi con la spontanea e gioiosa vitalità della natura selvaggia (wilderness) può farlo uscire dallo stato di alienazione in cui versa a causa della società capitalista. Come è sicuramente facile notare, i riferimenti al mondo naturale sono ben diversi da quelli menzionati in precedenza.

### Le scoperte scientifiche, tra '800 e '900
Fu però Charles Darwin (L'origine delle specie, 1859 e L'origine dell'uomo, 1871) a dare il maggiore contributo allo sviluppo di una più matura riflessione sul mondo naturale. La sua teoria dell'evoluzione, infatti, toglieva la specie umana dal centro della creazione, rendendola soltanto una possibilità evolutiva, ed eliminava così ogni gerarchia biologica di genere che non fosse di grado o di adattamento. Darwin descrive per la prima volta un universo fatto più di continuità biologica e di passaggi graduali che di salti e separazioni gerarchiche. In questo ‘nuovo mondo’ il valore della biodiversità annulla quello delle differenze tra specie, l'evoluzione dipende in maniera decisiva dal caso e dall'emergere di mutazioni casuali che si trasmettono di generazione in generazione, e non esiste un percorso gerarchico verso il meglio (dal più semplice al complesso), ma solo un intersecarsi di vicende in cui ambiente ed evoluzione interagiscono in modi complessi e stratificati.
A dare un ulteriore e significativo contributo allo sviluppo della riflessione filosofica sulla relazione esistente tra vivente e ambiente è stata però non soltanto la nascita della biologia, ma anche quella di numerose altre discipline scientifiche. Prima fra tutte l'ecologia, definita dal suo ideatore Ernst Haeckel (Morfologia generale degli organismi, 1866) quale scienza comprensiva delle relazioni tra l'organismo e l'ambiente. L'idea di natura che emerge da questa nuova disciplina è per la prima volta quella di una relazione che si instaura tra l'ambiente e gli organismi viventi e, quindi, anche tra l'ambiente e l'uomo: l'essere nella natura è la condizione primaria di ogni forma di vita, compreso l'essere umano.
Non di secondaria importanza è però anche l'etologia fondata da Konrad Lorenz (1903-1989) e Nikolas Tinbergen (1907-1988). Essa mostrò in modo sempre più inconfutabile la complessità della vita animale e la somiglianza biologica, sociale e mentale tra gli organismi dotati di un sistema nervoso centrale e gli esseri umani. Gli studi condotti dimostrano, infatti, che gli animali sono capaci di percepire attraverso sensi e sentimenti: visto che questi ultimi sembrano precedere l'elaborazione cognitiva della coscienza (cui è pur sempre riconosciuta una funzione regolatrice delle emozioni), secondo alcuni non è necessario dimostrare che gli animali sono dotati di autocoscienza e autoconsapevolezza, perché la capacità di sentire mostra il possesso di più che sufficienti doti di coscienza e di consapevolezza. Altre ricerche evidenziano che gli animali sono dotati di un'intelligenza sociale e di un'empatia cognitiva, almeno in parte confermate anche dagli studi sullo sviluppo cognitivo di Jean Piaget, da quelli sull'altruismo condotti dalla sociobiologia e da quelli sui neuroni specchio condotti a partire dagli anni ‘90 dalle neuroscienze. Agli animali è gradualmente conferito il possesso di emozioni, sensitività e coscienza e, quindi, dello status di esseri senzienti: a essi è progressivamente riconosciuto, dunque, uno sviluppo sociale e cognitivo del tutto simile a quello umano.

### L'interesse Novecentesco per la questione ambientale
Ciò che, in definitiva, ha contribuito allo spostamento avvenuto dalla filosofia della natura alla filosofia dell'ambiente è stato dunque una profonda trasformazione dell'immagine stessa di natura, da essenza metafisica a luogo di processi biologici e di valori, contesto di rapporti dinamici che investono sia l'intera dimensione biologica che la vita morale dell'uomo. L'ormai classica immagine del ‘cerchio morale in espansione’ è divenuta la perfetta metafora della principale sfida dell'etica tradizionale, messa alla prova nella sua capacità di ampliare la sfera della considerazione morale. Il ‘cerchio’ ha iniziato ad ‘allargarsi’ spazialmente, includendo dapprima gli animali, e solo in seguito si è ‘allargato’ anche temporalmente, includendo, grazie a un crescente senso di responsabilità verso le generazioni future, anche l'ambiente e il vivente, intesi nel loro complesso (ecosfera e biosfera).
Nel 1948 The Road to Survival (La via verso la sopravvivenza) di William Vogt e Our Plundered Planet (Il nostro pianeta saccheggiato) di Farifield Osborn denunciano la sovrappopolazione, la deforestazione e la capacità della tecnologia di risolvere questi problemi. Fu però solo con Aldo Leopold che nacque il pensiero ambientale di impronta etico-filosofica. Nel 1949 (un anno dopo la sua morte) viene pubblicata una raccolta di saggi intitolata A Sand County Almanac (Un calendario della Sand County, tradotto in italiano in Almanacco di un mondo semplice). In essa viene proposta per la prima volta l'idea di una etica della terra (land ethic), che sposti il baricentro etico dall'uomo alla terra, considerata come sistema equilibrato di reciproche interazioni simbiotiche tra organismi dotati della stessa rilevanza. La principale innovazione di fondo, di grande influenza per le successive etiche dell'ambiente, è che l'ottica proposta da Leopold non è individualistica o umanistica, ma olistica: non si arriva all'ambiente partendo dall'uomo, ma si considera come un unico insieme la comunità umana, quella animale e quella naturale.
Da allora il pensiero ambientale e il movimento ambientalista affiancano i propri passi. Tra gli anni ‘50 e ‘60, anche grazie alle opere di poeti come Allen Ginsberg e Gary Snyder, inizia a innescarsi all'interno della Beat Generation una forma di rivoluzione ecologica sempre più lontana dalla cristianità e vicina alla visione spirituale della natura propria delle religioni orientali (taoismo, Giainismo, shintoismo, buddhismo, induismo, ecc.). Nel 1962 il dibattito ambientale riceve ulteriori e decisivi stimoli dal libro Silent Spring (Primavera silenziosa) della biologa marina Rachel Carson. L'autrice, pur ricevendo numerosi attacchi denigratori pubblici da parte di svariate multinazionali della chimica e dell'industria agroalimentare, si impegna per la prima volta a denunciare in modo minuziosamente documentato come l'impiego prolungato di pesticidi sintetici quali il DDT non abbia soltanto eliminato insetti utili al mantenimento dell'equilibrio ecologico, ma abbia anche danneggiato seriamente numerose altre specie viventi (da qui l'inquietante silenzio della moltitudine di voci che era solita, un tempo, accompagnare la primavera) e prodotto un'accumulazione di residui tossici nella catena alimentare dagli inevitabili quanto imprevedibili effetti anche sulla salute umana. La questione posta in evidenza, dunque, è che la distruzione dell'equilibrio ambientale e vitale derivata dal tentativo umano di controllare la natura contraddice l'idea stessa di progresso e di civiltà.
Sulla scia del filone aperto dalla Carson, iniziarono a venire pubblicati svariati libri riguardanti gli effetti catastrofici e autodistruttivi dello sfruttamento umano del pianeta: nel 1968 esce The Population Bomb dell'entomologo Paul R. Ehlrich, nel 1971 l'ecologo americano Barry Commoner accusa l'umanità di avere spezzato il ‘cerchio’ della vita biologica nel suo The Closing Circle, mentre nel 1972 viene pubblicata la ricerca Rapporto sui limiti dello sviluppo, commissionata dal Club di Roma a un gruppo di ricerca del MIT di Boston. Tale testo innescherà anche un rinnovato interesse per i temi etico-ambientali da parte del mondo cristiano, a partire dal Consiglio Ecumenico delle Chiese che dal 1974 inizierà ad utilizzare l'espressione sostenibilità. Nel 1979 il chimico inglese James Lovelock pubblica Gaia. A New Look at Life on Earth, libro rimasto famoso per l'Ipotesi Gaia – ora vera e propria teoria – in esso contenuta. Per l'autore il rapporto tra vita e ambiente non è unidirezionale: il pianeta, nel suo complesso, è un'entità viva auto-regolante i cui diversi ecosistemi sono considerabili alla stregua di organi indispensabili alla sua stessa vita. La proposta di Lovelock ha un forte eco, ma viene anche storpiata da alcuni autori che la interpretano eccessivamente in senso spirituale, conferendo alla Terra una coscienza e la capacità di provare dolore.

## Storia recente
Il 1973 fu cruciale sia per il movimento animalista che per quello ambientalista. In quell'anno furono pubblicati due manifesti programmatici e polemici che contenevano già le due principali prospettive di sviluppo dell'etica ambientale. Da una parte l'articolo Animal Liberation (Liberazione animale), scritto dal filosofo australiano Peter Singer e pubblicato dal New York Review of Books (e due anni dopo riformulato in un vero e proprio libro), evidenzia l'esigenza di estendere la considerazione etica a nuovi soggetti: gli animali non umani, in questo caso. Dall'altra, l'articolo The Shallow and the Deep, Long Range Ecology Movement: A Summary (Il superficiale e il profondo. Movimento Ecologico a lungo raggio. Una sintesi), scritto dal filosofo norvegese Arne Næss e pubblicato dalla rivista Inquiry, evidenzia la necessità di ripensare le modalità stesse del rapportarsi umano all'ambiente, stabilendo un nuovo modo di vedere e sentire l'uomo all'interno della natura e una concreta strategia di azione politica a salvaguardia del mondo vitale e naturale. Questi due contributi - importanti, ma anche assai discussi - rendono immediatamente evidenti i due principali interessi della riflessione filosofica incentrata sul rapporto uomo-natura. Da un lato, il suo obiettivo è quello di portare l'uomo a guardare al mondo percependosi sempre più nel mondo. Muovendo, di fatto, una critica radicale alla centralità dell'uomo all'interno della natura, i contributi di Singer e Næss focalizzano per la prima volta l'attenzione etico-filosofica soprattutto sulla questione dell'antropocentrismo, con cui, di fatto, l'etica dell'ambiente ha dovuto da allora confrontarsi. Il grosso contributo dato dalle ‘rivoluzioni’ etico-filosofiche innescate da questi due autori è stato, dunque, quello di rendere evidente un aspetto centrale fino ad allora poco considerato, e cioè che non è possibile cambiare il modo di pensare e di agire delle persone senza proporre un mutamento di paradigma sociale che prenda le mosse da un cambiamento di prospettiva filosofica. Diverse sono state da allora le prospettive proposte, le correnti ad esse riferite e le posizioni assunte al loro interno.

### L'ambientalismo e l'animalismo, dopo il '73
Dal 1973 in poi le discussioni e gli scritti di etica ambientale sono in crescita continua e l'interesse verso le tematiche ambientali si fa sempre più interdisciplinare, comportando la fioritura anche di numerose cattedre universitarie. Per fare qualche esempio: nello stesso 1973 viene approvato l'Endangered Species Act (ESA), una legge ancora in vigore che conferisce protezione giuridica a certe specie animali e vegetali vietando l'uccisione, il maltrattamento o il danneggiamento di soggetti ed enti di natura appartenenti a specie in via di estinzione o fortemente compromesse, mentre il filosofo australiano Richard Sylvan (conosciuto anche come Richard Routley) presenta al Fifteenth World Congress of Philosopy di Varna (Bulgaria) un saggio provocatorio dal titolo Is There a Need for a New, an Environmental, Ethic? (C'è bisogno di una nuova etica, un'etica ambientale?).
Nel 1974 il filosofo australiano John Passmore pubblica Man's responsibility for nature: ecological problems and western traditions (La responsabilità dell'uomo per la natura. Problemi ecologici e tradizioni occidentali);
Nel 1979 Eugene C. Hargrove fonda la rivista filosofica trimestale Environmental Ethics, organo ufficiale del Center for Environmental Philosophy della Università del North Texas; sempre nel 1979 il filosofo tedesco Hans Jonas unisce, nella sua etica della responsabilità (esposta nel libro tradotto in italiano con il titolo Il principio responsabilità. Un'etica per la civiltà tecnologica), il genere umano e il mondo naturale; nel 1987 viene fondata la rivista ecofilosofica The Trumpeter.
Nel 1989, presso il Dipartimento di Filosofia dell'Università canadese di Windsor, viene fondato l'ISEE (International Society for Environmental Ethics).
Nel 1992 viene fondata l'ASLE (Association for the Study of Literature and Environment) e le riviste ISLE (Interdisciplinary Studies in Literature and Environment) ed Environmental Values; nel 1996 la rivista Ethics and the Environment; nel 1997 la IAEP (International Association for Environmental Philosophy) e le riviste Worldviews: Environment, Culture, Religion e Philosophy and Geography; nel 1998 la rivista Ethics, Place and the Environment.
Nel 2004 la EASLCE (European Association for the Study of Literature, Culture and Environment); mentre nel 2011, in Europa, nasce anche la ENEE (European Network for Environmental Ethics). È comunque doveroso precisare che sia in ambito filosofico sia in ambito politico le riflessioni e i provvedimenti, seppure in fermento, hanno incontrato fino a oggi numerose difficoltà a concepire realmente la natura come un qualcosa di più e di diverso rispetto alla somma dei servizi che siamo in grado di ricavarne. Molti autori animalisti e ambientalisti hanno infatti duramente criticato l'insufficienza della maggior parte delle posizioni antropocentriche sinora più diffuse.
Sempre a partire dagli anni ‘70 inizia a crescere l'interesse anche nel campo dell'etica animalista. L'ambito di riflessione, occupandosi del benessere animale, è tanto vasto quanti sono i modi in cui l'uomo ha costruito la propria relazione con il mondo del vivente: il rapporto con gli animali d'affezione o da compagnia, alle volte gestiti come surrogati affettivi, giocattoli, pretesti di socializzazione o senza un'attenta considerazione dei loro bisogni; quello con gli animali da reddito o d'allevamento, utilizzati a fini alimentari; quello con gli animali da pelliccia o da vestiario, allevati o catturati per produrre beni di lusso; e quello con gli animali selvatici, cacciati o catturati per sperimentazioni o per l'intrattenimento nei parchi, negli spettacoli, nelle corride, nei rodei, nei pali, nelle sagre e negli zoo.
Alcune pubblicazioni di rilievo possono essere rintracciate persino negli anni ‘60. Nel 1959 lo zoologo William Russell e il microbiologo Rex Burch presentano, nel saggio The principles of humane experimental technique, una proposta di maggiore ‘umanizzazione’ della sperimentazione animale: il cosiddetto ‘metodo delle 3R’, oggi largamente diffuso, adottato e persino incorporato in numerose linee guida e normative. Mettendo da parte di discorso (comunque aperto) sulla liceità della sperimentazione, si considera dunque soprattutto il problema dei limiti di tale pratica. Le ‘R' rappresentano accorgimenti, non esenti da critiche, difficoltà e contraddizioni interne, da adottare nell'elaborare un protocollo di ricerca scientifica coinvolgente gli animali. La prima R sta per Replacement: ove possibile, il modello animale deve essere sostituito con un modello non animale. La seconda R indica Reduction: bisogna ridurre al minimo necessario il numero di animali sottoposti a procedura sperimentale. La terza R è quella di Refinement: bisogna migliorare le condizioni di vita degli animali per tutelarne il ‘benessere’ (prima, durante e dopo la procedura sperimentale). Nel 1964 Ruth Harrison pubblica in Inghilterra il libro Animal Machines, dedicato all'esame delle condizioni di vita degli animali d'allevamento. L'impatto sull'opinione pubblica è così potente da spingere il governo inglese a istituire un'apposita commissione d'indagine che, nel 1965, pubblica il Rapporto Brambell: un documento in cui, per la prima volta, si gettano le basi per una definizione di ‘benessere animale’ e per una sua considerazione bioetica e scientifica.
Le pubblicazioni sul tema si fanno sempre più numerose (L'imperatrice nuda, 1977 di Hans Ruesch, o a Victims of Science, 1975 di Richard D. Ryder sono solo due delle più significative) e si inizia anche a comprendere che la condizione mentale di ‘benessere’ non può essere distinta da quella fisica: quando un animale è sofferente, infatti, non può non sentirsi anche sofferente. Ciononostante, il concetto di ‘benessere animale’ abbia fatto fatica (e fa fatica ancora oggi) a svincolarsi dallo sfruttamento perpetuato dalla specie umana nei confronti del resto del vivente. La maggior parte delle idee tutt'oggi più diffuse, infatti, propone sostanzialmente di ripudiare lo sfruttamento disumano del mondo animale perpetuato, ad esempio, dalle industrie alimentari, per accogliere lo sfruttamento umano di altre realtà, come quelle cosiddette ‘bio’ o ‘a chilometro zero’ del settore alimentare. È bene precisare che si è soliti fare risalire questo genere di considerazioni più alla bioetica animale che all'etica animalista: se la prima è un'etica applicata al regno animale che si rivolge essenzialmente ai settori coinvolti nella ‘biocultura’ (allevatori, scienziati, addestratori e veterinari), affinché garantiscano buone condizioni di vita agli animali sfruttati, solo la seconda si rivolge a tutti gli esseri umani invitandoli a riflettere sulle reali necessità di utilizzare le altre forme di vita, considerandole alla stregua di ‘oggetti’ o ‘mezzi’.
Dal punto di vista dell'etica strettamente animalista, infatti, l'unico diritto conferito agli animali da questa prospettiva bioetica è quello di essere utilizzati per scopi umani (cibo, vestiario, compagnia, cosmesi, farmaceutica, intrattenimento, ecc.) facendo sentire l'uomo il ‘meno in colpa possibile’, ma mai davvero ‘senza colpa’. Gli autori che hanno aderito alla ‘rivoluzione antispecista’ iniziata da Singer nel '73 hanno espressamente condannato questo genere di impostazione. Il problema del rapporto tra l'essere umano, l'ambiente e gli altri viventi è comunque tuttora oggetto di un dibattito ampio, che vede la presenza di posizioni anche assai diverse.

### Il dibattito contemporaneo
Il panorama che si è andato gradualmente a delineare in seguito al '73 è ricco di prospettive e di spunti teorici. Anche se spesso se ne parla al singolare, dunque, non esiste una sola etica ambientale, intesa come etica applicata all'ambiente. L'etica ambientale, è un orizzonte concettuale aperto, caratterizzato da una vasta pluralità di prospettive, riferite sia al mondo naturale sia a quello animale. La complessità oggettiva delle tematiche coinvolte dalla disciplina (scienze sociali, ecologia, biologia, economia, ecc.) rende, infatti, estremamente problematico avere un insieme sistematico di dottrine, capace di considerare tutti gli interessi in gioco.

#### Il rapporto con l'antropocentrismo
La più grossa difficoltà delle etiche dell'ambiente è quella di ripensare il 'posto dell'uomo' nel mondo: alcuni propongono di discostarsi o uscire dalla classica prospettiva antropocentrica ed etnocentrica di tradizione occidentale, ma altri criticano questo intento tacciandolo di anti-umanismo. Ciononostante, il tema della rilevanza morale dei soggetti non umani è uno dei più importanti punti di partenza delle environmental ethics. La questione è affrontata con forza e ampiezza differenti: si può avere così a che fare sia con etiche che adottano un antropocentrismo forte, debole, nobile o autocritico sia con altre che si autodefiniscono non-antropocentriche o persino anti-antropocentriche, quali certe filosofie sensiocentriche, biocentriche ed ecocentriche. Una posizione particolare è quella espressa dal mondo cristiano, che fonda un'etica ambientale - talvolta anche assai esigente - sulla nozione di creazione, realtà buona e come tale meritevole di custodia da parte degli esseri umani, chiamati ad amministrarla con responsabilità. Una posizione analoga è presente anche nelle altre religioni monoteiste, come l'ebraismo e l'Islam, mentre il buddhismo preferisce sottolineare l'interconnessione degli esseri.

#### Individualismo e olismo
Esistono inoltre etiche individualistiche e olistiche. Se le prime sono tendenzialmente interessate ai singoli soggetti o enti considerati in modo disgregato (in almeno un caso, testimoniato soprattutto da Peter Singer, sono però intente anche a garantire il migliore bilancio aggregativo possibile nelle circostanze di conflitti di interessi tra esseri umani e soggetti ed enti naturali), le seconde sono interessate alla totalità dei soggetti e/o degli enti naturali. Le critiche che le correnti facenti capo a queste diverse prospettive si sono mosse vicendevolmente sono state alle volte reciprocamente demolenti.

#### Animalismo, ambientalismo, ecologismo
Con il passare del tempo, all'interno delle prospettive non e anti-antropocentriche si è andata accentuando una scissione sempre più profonda tra la corrente animalista e quella ambientalista e, al loro stesso interno, tra posizioni individualistiche (solitamente disgregative, ma anche aggregative) e olistiche. Entrambi i movimenti avevano e hanno tutt'oggi lo stesso interesse verso un allargamento dell'etica al di fuori dell'umano, ma le prospettive divergenti assunte anche al loro interno li hanno condotti a darsi battaglia, a tutto vantaggio delle correnti antropocentriche ancora oggi, di fatto, più diffuse.

#### Le fonti di riferimento
Svariate contraddizioni emergono inoltre dal confronto tra le numerose ed eterogenee fonti cui fanno riferimento le differenti posizioni esistenti all'interno delle singole correnti ambientaliste e animaliste. Molte posizioni, infatti, hanno accolto e accolgono tuttora alcuni concetti presi a prestito dalla scienza o dal pensiero filosofico di illustri filosofi del passato, cercando – con immaginabili difficoltà – di estrapolarli dal contesto di riferimento e di epurarli rimuovendo ogni connotazione antropocentrica. Tutto ciò ha generato, e genera ancora, immaginabili contrasti interni e confusione, sia da parte della critica sia da parte dell'opinione pubblica.

#### Responsabilità, interessi, diritti, doveri indiretti e diretti
Non tutte le posizioni filosofiche interne all'etica ambientale si concentrano sui medesimi aspetti etici. È, infatti, possibile distinguere movimenti maggiormente interessati alla responsabilità umana nei confronti del mondo animale e ambientale e altre più concentrare sugli interessi del vivente e dell'ambiente. All'interno di questa dicotomia del tutto indicativa è possibile distinguere ulteriormente posizioni incentrate sui doveri indiretti dell'essere umano nei confronti del mondo animale e ambientale (doveri che si riferiscono al non umano solo in quanto diretti all'umano), altre che fanno perno sui doveri diretti dell'uomo, ed altre ancora che preferiscono parlare di considerabilità e rispettabilità morale, o persino di diritti (morali o giuridici), del mondo naturale. Il nodo della questione è che se per alcuni autori è sufficiente allargare la considerazione morale dagli agenti morali (i soli in grado di agire in base a motivazioni e interessi) ai pazienti morali (soggetti ed enti su cui l'azione può essere esercitata), per altri è necessario anche uscire dal campo della sensibilità o della responsabilità, per entrare in quello del dovere o del diritto.

#### Il valore
Di fondamentale importanza è tuttavia soprattutto il problema relativo al binomio soggettivismo-oggettivismo (norma relativa-norma assoluta). All'interno delle diverse correnti, al valore intrinseco, inerente, non strumentale, non relazionale o oggettivo, posseduto dai soggetti animali e dagli enti naturali indipendentemente dalla propria condizione e dalla valutazione di un soggetto esterno, è infatti contrapposto il valore estrinseco o strumentale, riferito a cose che valgono solo nella misura in cui fungono da strumento per conseguire un fine. In genere le correnti di prospettiva antropocentrica considerano la natura dotata di valore strumentale, finalizzato a garantire il benessere umano; quelle antropocentriche deboli e critiche la considerano dotata di un valore che può anche essere non strumentale, ma che deve essere comunque sempre ricondotto all'attività valutatrice umana, la quale stabilisce contestualmente una scala di priorità; mentre quelle non e anti-antropocentriche la considerano dotata di un valore intrinseco tendenzialmente oggettivo. La situazione non è però così limpida e sono frequenti le divergenze tra posizioni appartenenti a una medesima corrente.
Il valore intrinseco, infatti, può essere considerato dipendente dall'attività valutatrice umana, dipendente da una valutazione che è relativa a ogni vivente o indipendente da qualsiasi tipo di valutazione. La contrapposizione tra valore inerente e strumentale non rispecchia dunque alla lettera quella tra antropocentrismo e non e anti-antropocentrismo, perché anche quando l'uomo è reputato fonte di valori, non sempre è anche l'unico centro dei valori. Come illustra Segio Bartolommei, la nozione di valore intrinseco è suscettibile di almeno tre interpretazioni:
(S. Bartolommei, Etica e natura. Una «rivoluzione copernicana» in etica?, Roma-Bari, Laterza, 1995, p. 42)
La diversità e pluralità di vedute cui si è fatto cenno, se da un lato ha permesso uno sguardo ampio sui problemi del rapporto uomo-natura, dall'altro è stata ed è ancora oggi, dunque, anche causa di scissioni e numerosi contrasti interni all'etica ambientale.